# فيكتور لانو
فيكتور لانو (بالفرنسية: Victor Lanoux )‏ (و. 1936 – 2017 م) هو ممثل مسرحي، وممثل أفلام، وممثل تلفزي، ومؤلف فرنسي، ولد في باريس، توفي في رويان (فرنسا)، عن عمر يناهز 81 عاماً، بسبب سكتة.

## وصلات خارجية
- فيكتور لانو على موقع IMDb (الإنجليزية)
- فيكتور لانو على موقع ألو سيني (الفرنسية)
- فيكتور لانو على موقع أول موفي (الإنجليزية)
- فيكتور لانو على موقع قاعدة بيانات الأفلام السويدية (السويدية)
- فيكتور لانو على موقع إن إن دي بي (الإنجليزية)
- فيكتور لانو على موقع ديسكوغز (الإنجليزية)
- فيكتور لانو على موقع قاعدة بيانات الفيلم (الإنجليزية)
- فيكتور لانو على موقع كينوبويسك (الروسية)